# Peter Jackson
Sir Peter Robert Jackson, novozelandski režiser in producent, * 31. oktober 1961, Pukerua Bay, Nova Zelandija.
Najbolj znan je po režiji fantazijske filmske trilogije Gospodar prstanov (2001–2003), prirejene po istoimenskih romanih pisatelja J.R.R. Tolkiena. Desetletje kasneje je po literarni predlogi istega avtorja ustvaril še trilogijo Hobit (2012–2014).
Med njegova druga znana dela spada tudi film King Kong iz leta 2005.

## Filmski slog
Jackson je znan po svoji predanosti detajlom, mnoge prizore njegovih filmov so morali zelo velikokrat ponavljati in posneti iz različnih zornih kotov. Je eden redkih režiserjev, ki filme snema v deželi, v kateri se je rodil. Predvsem po njegovi zaslugi je tako Nova Zelandija postala pomembno središče za snemanje filmov.